# Floriano Maria Arresti
Floriano Maria Arresti (Bologna, 1667 - aldaar, 1717) was een Italiaans componist.

## Levensloop
Arresti stamt uit een familie van musici. Zijn vader was de conservatieve Giulio Cesare Arresti. Van 1689 tot 1691 studeerde en werkte hij in Rome. In 1703 werd hij benoemd tot organist van de kathedraal van Sint Peter in Bologna, waar hij bleef tot aan zijn dood. 

## Werken
- Oratoria:
  - Mater Machabaeorum (1704 Arresti)
  - La decollazione del S. Precursore Giovanni Battista (1708 Arresti)
  - La Giuditta (1717 Arresti)

- Bibliothèque nationale de France: cb147846157 (data)
- Gemeinsame Normdatei: 1035791161
- International Standard Name Identifier: 0000 0003 7732 6503
- Library of Congress Control Number: no2014067128
- Nationale Bibliotheek van Letland: 000152020
- MusicBrainz: 41333d0e-cd91-41be-bd30-1bdd5a1ae219
- Nationale Bibliotheek van Tsjechië: xx0154071
- Istituto Centrale per il Catalogo Unico: MUSV002727
- Système universitaire de documentation: 25114903X
- Virtual International Authority File: 254602577
- WorldCat: E39PBJkdhXyrvF6VvBrk7983cP